# Sepp Dietrich
Josef "Sepp" Dietrich (28. maj 1892 i Hawangen, Bayern – 21. april 1966 i Ludwigsburg i Baden-Württemberg) var officer i SS (Schutzstaffel) i Nazi-Tyskland. Han startede som Adolf Hitlers chauffør. Han er mest kendt som den mangeårige chef for Waffen-SS-divisionen Leibstandarte-SS Adolf Hitler. Han er af historikeren William L. Shirer beskrevet som et af organisationens mest brutale medlemmer. 
Efter krigen sad han 1946-55 i de amerikanske styrkers fængsel i Landsberg am Lech for sin medvirken til Malmédy-massakren i 1944. Han sad i et vesttysk fængsel i 1957-58 for sin medvirken i de lange knives nat i 1934. For sin medvirken til krigsforbrydelser i Kharkov i 1943 blev han dødsdømt in absentia i Sovjetunionen.   